# Erdgas Werfertage 2011
Erdgas Werfertage 2011 – zawody lekkoatletyczne, rozegrane 21 i 22 maja w niemieckim Halle.
Zwyciężczyni konkursu rzutu młotem – Niemka Betty Heidler ustanowiła wynikiem 79,42 m rekord świata w tej konkurencji.

## Rezultaty

### Seniorzy

#### Mężczyźni
| Konkurencja:   | 1. miejsce      | Wynik | 2. miejsce        | Wynik | 3. miejsce       | Wynik |
| Pchnięcie kulą | Dylan Armstrong | 21,54 | Ralf Bartels      | 20,58 | David Storl      | 20,56 |
| Rzut dyskiem   | Robert Harting  | 68,99 | Martin Wierig     | 67,21 | Benn Harradine   | 66,07 |
| Rzut młotem    | Markus Esser    | 78,50 | Libor Charfreitag | 76,94 | Ołeksij Sokyrski | 76,05 |
| Rzut oszczepem | Till Wöschler   | 80,93 | Matthias de Zordo | 80,77 | Chen Qi          | 80,12 |

#### Kobiety
| Konkurencja:   | 1. miejsce          | Wynik | 2. miejsce          | Wynik | 3. miejsce         | Wynik |
| Pchnięcie kulą | Nadine Kleinert     | 19,16 | Christina Schwanitz | 18,54 | Josephine Terlecki | 18,12 |
| Rzut dyskiem   | Li Yanfeng          | 66,18 | Nadine Müller       | 66,05 | Kateryna Karsak    | 63,02 |
| Rzut młotem    | Betty Heidler       | 79,42 | Kathrin Klaas       | 73,77 | Zhang Wenxiu       | 73,34 |
| Rzut oszczepem | Christina Obergföll | 64,53 | Katharina Molitor   | 63,58 | Linda Stahl        | 58,73 |